# 剣崎 (柴田町)
剣崎（けんざき）は宮城県柴田郡柴田町の町丁。郵便番号は989-1608。人口は460人、世帯数は157世帯。現行行政地名は剣崎一丁目および剣崎二丁目。住居表示は全域で未実施。

## 地理
柴田町の中南部、三名生地区に位置する。西側と南側に大字中名生と、東側と北側に大字下名生と接する。柴田町が設置する行政区では12B区に属する。
大字中名生との間には阿武隈急行線が通過し、北側の境界には宮城県道50号白石柴田線が通っている。

## 歴史
「柴田町下名生剣水土地区画整理事業」により開発が進み、1997年（平成9年）に換地処分が行われ誕生した。

### 年表
- 1994年（平成6年）5月13日 - 宮城県が柴田町下名生剣水土地区画整理事業を認可し、事業に着手する[6]。
- 1997年（平成9年）
  - 7月25日 - 換地処分の公告が行われる[6]。
  - 7月26日 - 換地処分の効力が発生したことにより、剣崎一丁目、剣崎二丁目が誕生する。
- 1998年（平成10年）3月3日 - 柴田町下名生剣水土地区画整理事業が終了し解散する[6]。

## 世帯数と人口
2022年（令和4年）12月31日現在の世帯数と人口は以下の通りとなる。
| 丁目       | 世帯    | 人口  |
| 剣崎一丁目 | 70世帯  | 197人 |
| 剣崎二丁目 | 87世帯  | 263人 |
| 計         | 157世帯 | 460人 |

## 小・中学校の学区
小・中学校の学区は以下の通りとなる。
| 町丁       | 字・番地 | 小学校       | 中学校     |
| ---------- | -------- | ------------ | ---------- |
| 剣崎一丁目 | 全域     | 東船岡小学校 | 船岡中学校 |
| 剣崎二丁目 | 全域     | 東船岡小学校 | 船岡中学校 |

## 施設

### 公共
- 剣崎公園（剣崎二丁目5-1）

## 交通

### 鉄道
最寄り駅は阿武隈急行線の東船岡駅もしくは■東北本線の槻木駅。
- 阿武隈急行
  - 阿武隈急行線

### バス
- 地区内に路線バスやコミュニティバス、廃止代替バスは通っていない。

### 道路

#### 一般県道
- 宮城県道50号白石柴田線